# Bernhard Meyer (Politiker, 1901)
Bernhard Wilhelm Meyer (* 24. September 1901 in Neuenburg; † 24. August 1984 in Varel) war ein deutscher Politiker und Funktionär der NSDAP.

## Leben
Meyer absolvierte von 1916 bis 1919 eine Bürolehre. Er war von 1919 bis 1922 als Bürogehilfe in Bockhorn und danach bis 1923 als Bürovorsteher in Jever und Delmenhorst tätig. Von 1923 bis 1933 arbeitete er als Auktionator und Rechtsbeistand in Neuenburg.
Meyer trat 1923 in die NSDAP ein und gehörte nach dem Parteiverbot dem Völkisch-sozialen Block an. Zum 1. Januar 1928 trat er der neu gegründeten NSDAP erneut bei (Mitgliedsnummer 74.349) und war von 1928 bis 1937 Ortsgruppenleiter der NSDAP, zuletzt in der zusammengeschlossenen Gemeinde Friesische Wehde. Ab 1929 trat er in Oldenburg als Redner auf. Von 1930 bis 1931 war er NSDAP-Kreisleiter in Varel. Sein Nachfolger als Leiter des NSDAP-Amtsbezirkes Varel war ab 1931 Hans Flügel.
Von 1928 bis 1933 gehörte er dem Oldenburger Stadtrat an und von 1931 bis 1933 war er für die NSDAP Abgeordneter im Oldenburgischen Landtag.
Meyer war ab 1933 Vorsteher und von 1936 bis 1937 Bürgermeister der Gemeinde Friesische Wehde. Von 1937 bis 1939 war er Bürgermeister in Bad Zwischenahn und von 1939 bis 1943 als besoldeter Stadtrat Dezernent für Wohlfahrt, Schulen, Ernährung, Jugend und Wirtschaft in Oldenburg. Von 1933 bis 1943 war er Vorsitzender der Landesdienststelle Oldenburg-Bremen des Deutschen Gemeindetages und Gauamtsleiter für Kommunalpolitik im NSDAP-Gau Weser-Ems. Ab 1943 nahm er als Soldat am Zweiten Weltkrieg teil. Er geriet am 8. Mai 1945 in Kriegsgefangenschaft, aus der er im August 1945 entlassen wurde.
Meyer zog 1945 von Oldenburg nach Varel. Er wurde in Wilhelmshaven verhaftet und bis Februar 1948 in den Lagern Fallingbostel und Esterwegen interniert. Im Zuge der Entnazifizierung verurteilte ihn die Spruchkammer des Spruchgerichts Benefeld-Bomlitz am 15. August 1948 zu einer Geldstrafe von 2.000 DM, die durch die Internierungshaft abgegolten war. Danach arbeitete er als Steuerberater in Varel.